# Mísseis mágicos
Mísseis Mágicos é uma magia nos RPGs Dungeons & Dragons da Wizards of the Coast e Pathfinder da Paizo Publishing. Míssil Mágico é um projétil de energia a partir das pontas dos dedos e sempre atingem seu(s) alvo(s). A quantidade de projéteis disparados, aumenta conforme o nível de conjurador do personagem.